# Монастырь Дейр-Суриани

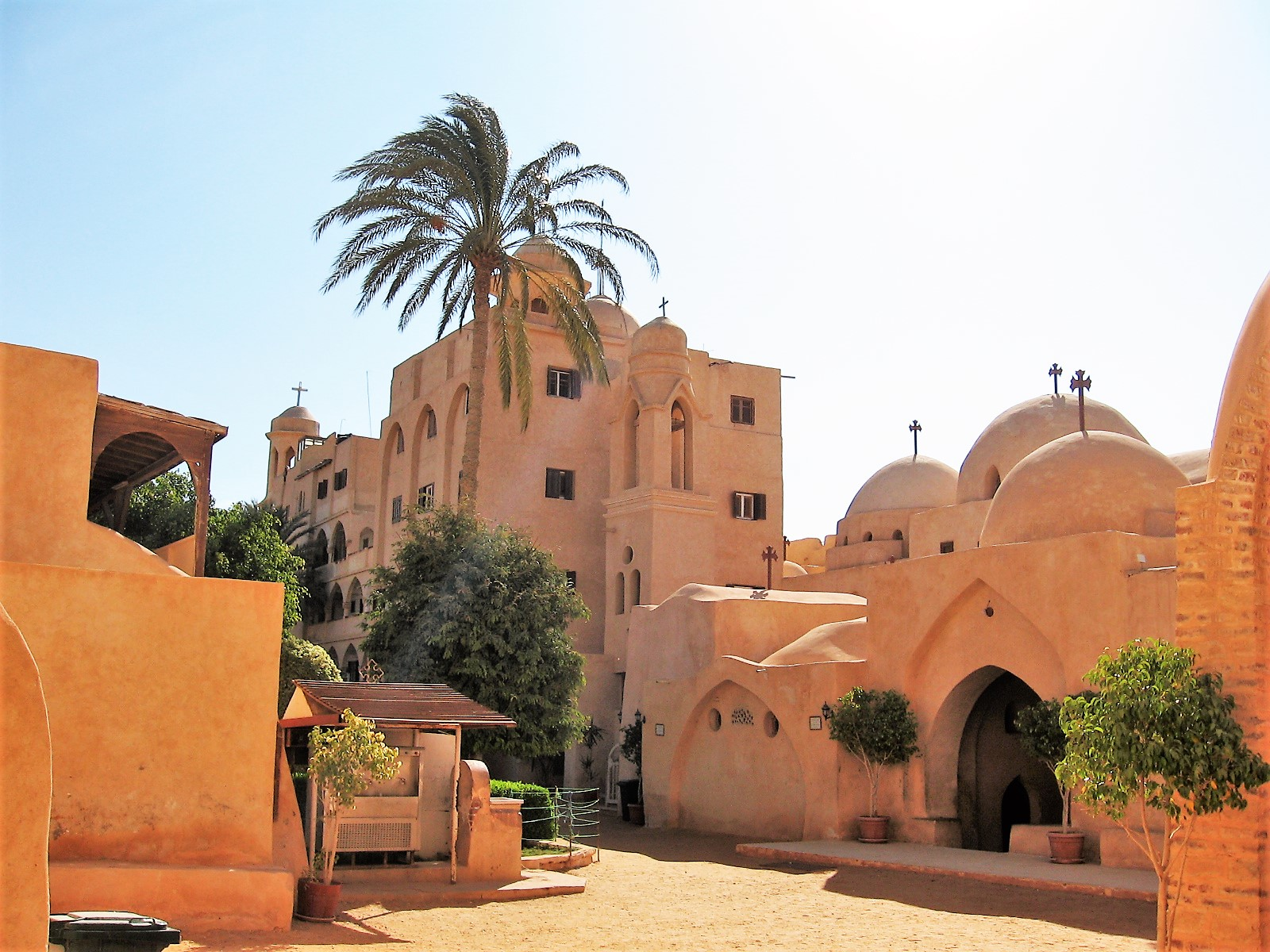

Монастырь Святой Марии — сохранившийся с древности коптский монастырь, расположенный во впадине Вади-эн-Натрун в Северной Африке, в мухафазе Бухейра в Египте, в северо-восточной части Ливийской пустыни к западу от дельты Нила. Находится примерно в 500 метрах к северо-западу от монастыря Святого Паисия.
Монастырь посвящен Деве Марии и носит её имя. Сегодня он более известен как Сирийский монастырь или Монастырь сирийцев (сирийск Dayr al-Suryān), так как он с VIII по XIV века населялся в основном монахами западно-сирийского обряда.

## Этимология, основание и древнейшая история

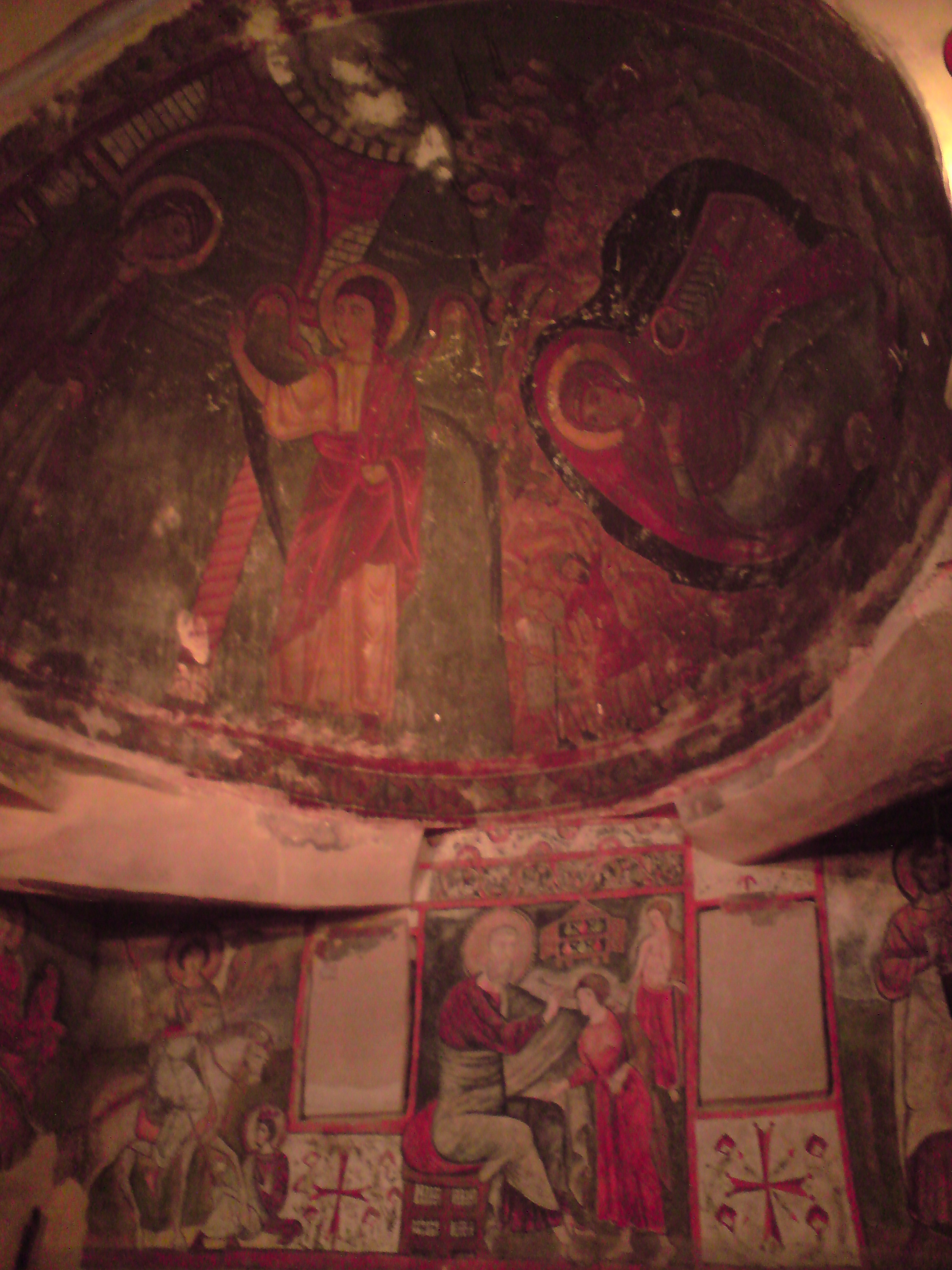
Фрески в монастыре

Большая часть источников указывает, что основание монастыря произошло в VI веке нашей эры и было тесно связано с распространением в Египте ереси юлианизма. Юлианисты верили в нетленную природу тела Иисуса Христа. Это противоречило учению Православной церкви, которая утверждала, что Христос принял плотскую форму, чтобы быть как и все люди неидеальным, и соответственно, его тело было тленным. Тем не менее, в Скитской пустыни большинство монахов приняли юлианскую ересь. В ответ на это те, кто не последовали за ересью, получили разрешение от властей построить новые церкви и монастыри, чтобы отделиться от юлианистов. Эти новые монастыри часто находились рядом со старыми, даже сохраняя те же имена, но с добавлением слова Theotokos. Тем самым подчёркивалось воплощение Христа от Богородицы, которое юлианисты пытались приуменьшить. Сирийский монастырь был основан монахами-выходцами из монастыря Святого Паисия, которые отвергали ересь юлианизма. Во время постройки они назвали его Богородичный монастырь Святой Девы.
В начале VIII века ересь юлианства была преодолена, монахи вновь объединились в одну общину, и необходимость в содержании второго монастыря отпала. Здание монастыря было продано за 12000 динариев группе богатых сирийских купцов из Тикрита, которые осели в Каире. Эти купцы пригласили в него сирийских монахов и переосвятили его под названием Монастырь Святой Девы сирийцев. Это может быть одним из путей возникновения современного названия. Также возможно, что сирийские монахи населяли монастырь с IV века н. э., и нынешнее название происходит ещё с тех времен.
Сирийский монастырь, как и все монастыри Скитской пустыни, был целью яростных набегов бедуинов и берберов. Пятое такое нападение, произошедшее в 817 году, было особенно разрушительным для монастыря. Он был отстроен только в 850 году двумя монахами по имени Матфей и Авраам.
В 927 году один из монахов монастыря по имени Моисей из Нисибиса отправился в Багдад чтобы испросить у халифа Аль-Муктадира освобождения налогов для монастырей. После этого Моисей странствовал по Сирии и Месопотамии в поисках манускриптов. Спустя три года путешествий он вернулся в Египет, везя с собой 250 манускриптов на сирийском языке. Это превратило Сирийский монастырь в богатую и важную обитель, владеющую многими образцами искусства и богатой библиотекой. В монастыре появляется свой скрипторий.

## Средние века

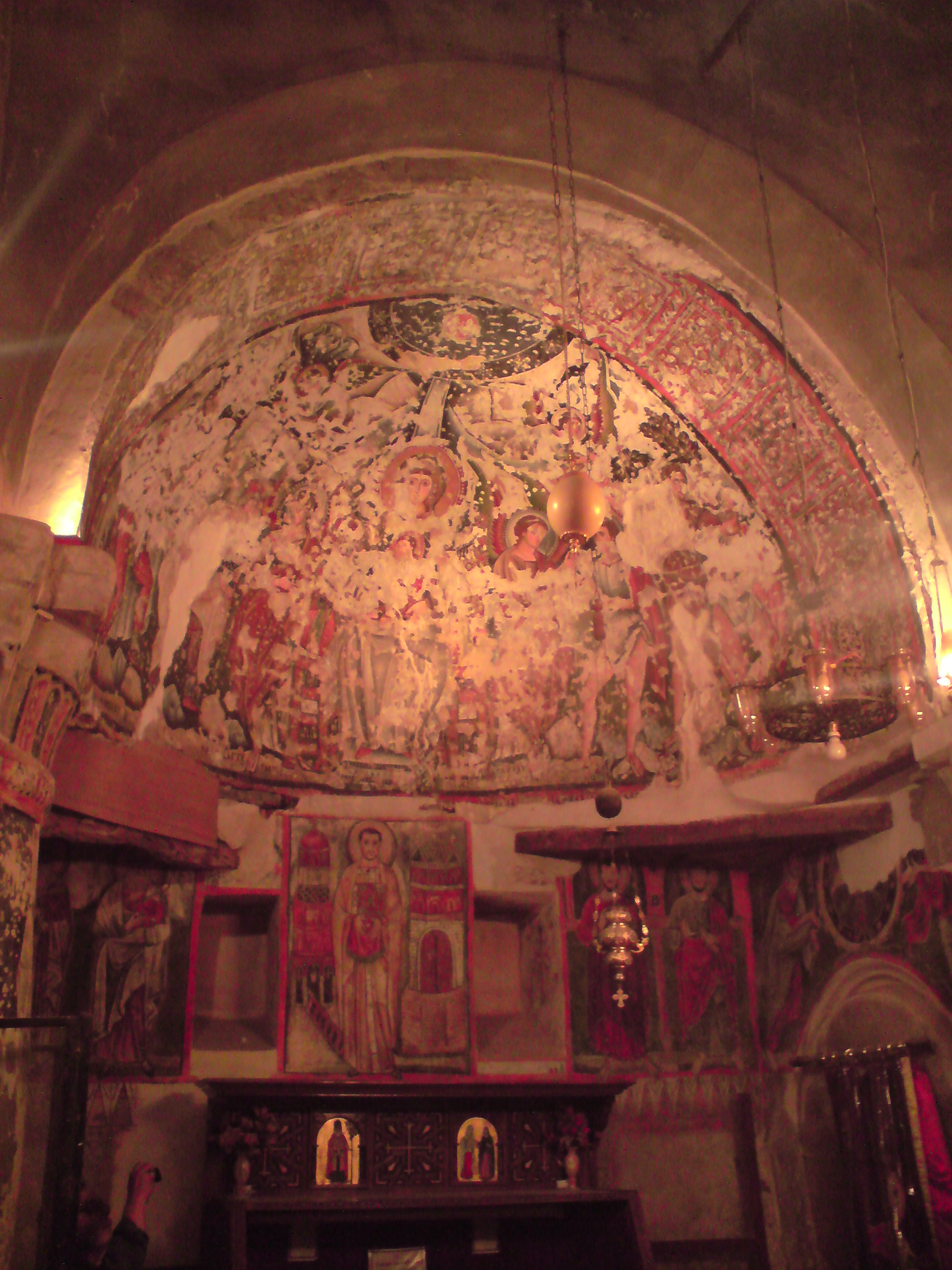
Фрески в монастыре

На основании перепеси, проведенной Мавхубом ибн Мансуром ибн Муфарригом, соавтором Истории патриархов Александрийских, в 1088 году в Сирийском монастыре было около 60 монахов. Монастырь был третьим по величине в Нитрийской пустыне после монастыря Макария Великого и монастыря святого Иоанна Колова.
В середине XII века Сирийский монастырь пережил период упадка, когда в нем не было ни одного сирийского священника. Однако в 2000 году в монастыре была найдена надпись от 1285/1286 года, «которая свидетельствовала о строительстве или иной деятельности в монастыре». Это может быть свидетельством притока сирийцев, бежавших от вторгнувшихся на Ближний Восток монголов. В XIV веке монастырь опустошила чума. Когда монах по имени Моисей из монастыря Мор-Габриэль в Тур-Абдине посетил Сирийский монастырь в 1413 году, он нашел только одного сирийского монаха.
В конце XV века Сирийский монастырь посетил Патриарх Антиохийский, дав ему много привилегий и пожертвований для восстановления былой славы. Тем не менее, египетские монахи продолжали заселять монастырь, и к 1516 году только 18 из 43 монахов были сирийцами. При Папе Александрийском Гаврииле VII, который сам был монахом в Сирийском монастыре, обитель направила 10 монахов в монастырь Павла Фивейского и 20 в монастырь Святого Антония в Аравийской пустыне, когда обе эти обители сильно пострадали от набегов бедуинов.
В XVII веке путешественники из Англии, Франции и Германии посетили монастырь и сообщили, что в нем две церкви, одна для сирийцев, а вторая для египтян (коптов). Они также упомянули чудесное Дерево Ефрема Сирина. Согласно традиции, Ефрем Сирин был сирийским теологом и аскетом из Нисибиса, жившим в IV веке. Он хотел встретиться со святым Паисием Великим, и для этого направился в монашеский центр в Скитскую пустынь. Когда два монаха встретились, они не могли общаться, так как Ефрем говорил только на сирийском. И вдруг произошло чудо, и Паисий смог изъясняться на этом языке, давая возможность посетителю понять его. По легенде, во время общения Ефрем прислонил свой посох к двери хижины отшельника, и вдруг посох дал корни и выпустил листву. Рядом с церковью Святой Девы монахи до сих пор указывают на тамаринд, чудесным образом выросший из посоха Ефрема Сирина.
Когда Петер Хейлинг и Иосиф Ассемани посетили монастырь на рубеже XVII и XVIII веков, они не нашли в нем ни одного сирийского монаха. Ассемани удалось получить манускриптов из монастырской библиотеки, которые сейчас хранятся в Ватиканской библиотеке.

## Современность

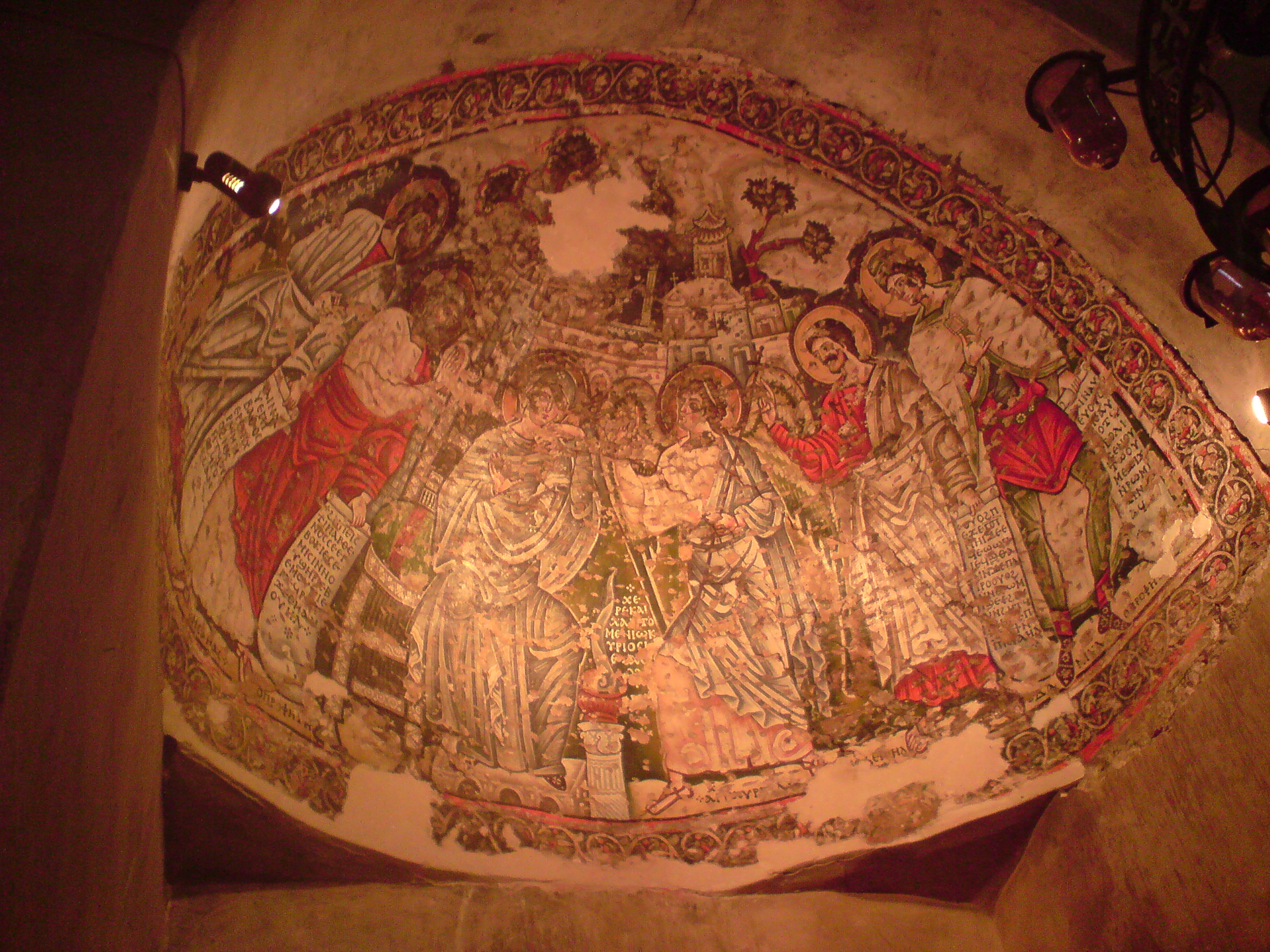
Фрески в монастыре

Между 1839 и 1851 годами Британский музей смог заполучить из библиотеки монастыря порядка пятисот манускриптов на сирийском языке, касающихся религиозной тематики, философии и литературы.
Манускрипты, найденные в Сирийском монастыре, вдохновили исследования сирийского языка и культуры, так как до этого времени многие классические тексты Аристотеля, Эвклида, Архимеда, Гиппократа, Галена были известны западным ученым только в переводах XIII века на латынь. И даже они были часто переводами с арабских копий. Манускрипты из Сирийского монастыря являются самыми старыми копиями важных греческих текстов, некоторые манускрипты датируются V веком н. э.
Сегодня Сирийский монастырь предоставляет возможность изучать развитие коптской настенной росписи. Между 1991 и 1999 годами были открыты несколько сегментов фресок, расположенных один под другим, с датировками между VII и XIII столетиями. Внутри монастыря продолжается проект по открытию, восстановлению и консервации фресок. В церкви Девы Марии, главной церкви монастыря, построенной около 980 года, находится большая фреска Вознесения X века. К тому же веку относится и резной иконостас из слоновой кости, изображающий религиозные сцены, портреты и геометрические фигуры. Другие фрески украшают полусферы алтаря.
Монастырь окружен большой стеной, построенной в конце IX века. Высота стены составляет от 9,5 до 11,5 метров. В монастыре также есть башня и трапезная. Пять церквей внутри монастыря названы в честь Девы Марии (две церкви), Сорока девяти мучеников, святых Хонноса и Маруты XV века и святого Иоанна Колова.
В монастыре принял монашеский постриг и изучал богословие будущий Патриарх Александрийский Шенуда III.

## Библиотека монастыря

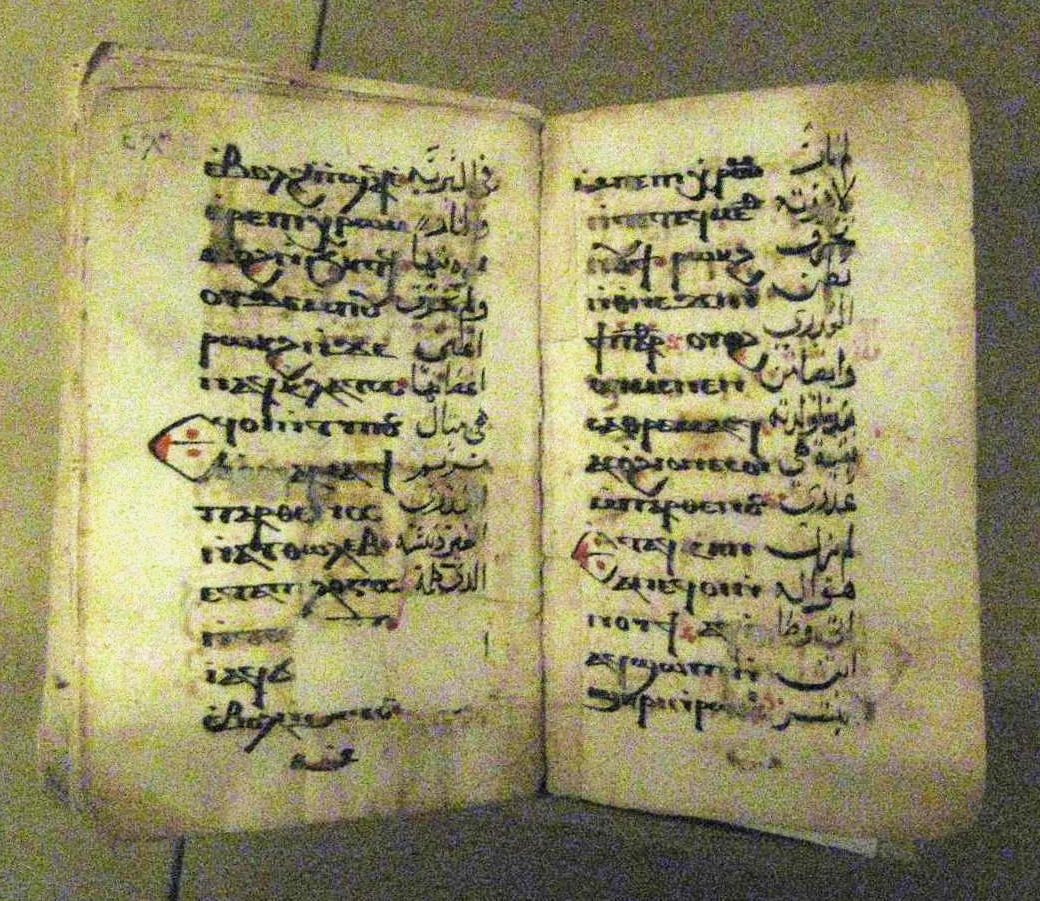
Пергаментная рукопись из Вади-Натрун (вероятно, из Монастыря Сирийцев), переписанная между 700 и 900 годами. Коптский текст снабжён арабскими пояснениями

Библиотека монастыря долгое время была важным культурным центром коптской церкви. При библиотеке существовал скрипторий и мастерская по производству книг. В ней книги сшивались, украшались, реставрировались, поверх старых текстов писались новые. Так, в XIII веке некий монах Лазарь подарил монастырю Евангелие, которое он «реставрировал, переплёл, выложил и украсил золотом и серебром и для которого приготовил ларец». Указание на то, что он именно реставрировал, а не заказал написать книгу, подчеркивает ценность дара, поскольку речь идёт о старинной ценной книге, а не о современной копии.
В 1847 году в библиотеке монастыря нашли Нитрийский кодекс, содержащий почти полный текст Евангелия от Луки на греческом языке. Особенностью кодекса было то, что поверх греческого текста Евангелия был написан сирийский трактат Севира Антиохийского.
Некоторые любители книг, поступая в монастырь, делали своим послушанием приведение в порядок библиотеки. Например, в конце XII века в монастыре был монах, «заслуживший добрую память», поскольку переплёл и реставрировал около 100 книг.
Библиотека монастыря представляет собой «маленькую верхнюю комнату в большой квадратной башне, где рукописи лежали в нишах»
Библиотека монастыря продолжает хранить сотни старинных манускриптов. В ней хранится порядка 1500 старинных кодексов и большое количество фрагментов. Библиотека монастыря состоит из трех частей: коптско-арабской, сирийской и эфиопской.
Коптско-арабская коллекция отражает, как происходил процесс перехода населения Египта с коптского на арабский язык. Сначала на полях коптских текстов появляются маргиналии на арабском, затем создаются двуязычные кодексы, где текст дублируется на обоих языках, и в конце коптский язык полностью вытесняется из обихода, и новые манускрипты на нем не создаются.
Эфиопская коллекция самая маленькая в монастыре, однако её изучение показало, что часть манускриптов не были привезены из Эфиопии, а были созданы в самом монастыре. На это указывают технологии производства книг, нетипичные для эфиопской книжной культуры. Таким образом, небольшая эфиопская коллекция свидетельствует от том, что в какой-то момент в монастыре существовала эфиопская диаспора. В коллекцию входят книги на эфиопском, амхарском и тигринья.
В монастыре продолжаются работы по каталогизации и консервации библиотеки монастыря, а также строительство нового хранилища для книг